# Свети Николай (Ошин)
„Свети Николай“ или „Свети Никола“ (на гръцки: Αγίου Νικολάου) е възрожденска православна църква в село Ошин (Архангелос), Егейска Македония, Гърция, част от Воденската, Пелска и Мъгленска епархия на Вселенската патриаршия.
Според надписа църквата е построена в 1836 година. В 1842 година е изписана от видния крушевски майстор Анастас Зограф и помощника му Наум. В архитектурно отношение е трикорабна базилика с женска църква на запад и юг. Има два входа - от дапад и юг, а прозорците са отворени по-късно. Покривът е двускатен. Камбанарията е по-късна постройка, подобно на тези на „Свети Димитър“ в Костурени и „Свети Николай“ в Страища. Във вътрешността таванът и иконостасът са изписани. Женската църква има назъбен парапет и красива решетка. Стенописите са в три зони – Свети Христофор, Свети Зосим, Преподобна Мария Египетска. В храма има икона на Светите Архангели от 1842 година. Тази дата е изписана и в надписа на северната стена до иконостаса.